# Ennadai Lake
Der Ennadai Lake ist ein See in Nunavut in Kanada. 

## Lage
Der Ennadai Lake liegt in der Region Kivalliq nahe der Grenze zu den Nordwest-Territorien. Die unincorporated area Ennadai liegt am See. Der etwa 698 km² große See hat eine Längsausdehnung von etwa 84 km sowie eine maximale Breite von 10 km. Der Kazan River, ein Nebenfluss des Thelon River, fließt vom westlich benachbarten Kasba Lake dem See zu und verlässt ihn wieder in nördlicher Richtung.